# Hôtel de Ségur
El hôtel de Ségur u hôtel de Courtonne es una antiguo hôtel particulier, ubicado en la Plaza Vendôme, en su noreste, en uno de los lados cortados de la plaza, linda con el Hôtel de Parabère y el Hôtel Boffrand en el distrito 1 de París.
Inicialmente propiedad del financiero John Law de Lauriston, perteneció sucesivamente a muchas personalidades como la marquesa de Parabère o las familias Ségur y Rothschild.
Es ahora propiedad, como el vecino Hôtel Boffrand, del grupo Richemont, al frente, entre otros, de la joyería Van Cleef & Arpels.

## Historia

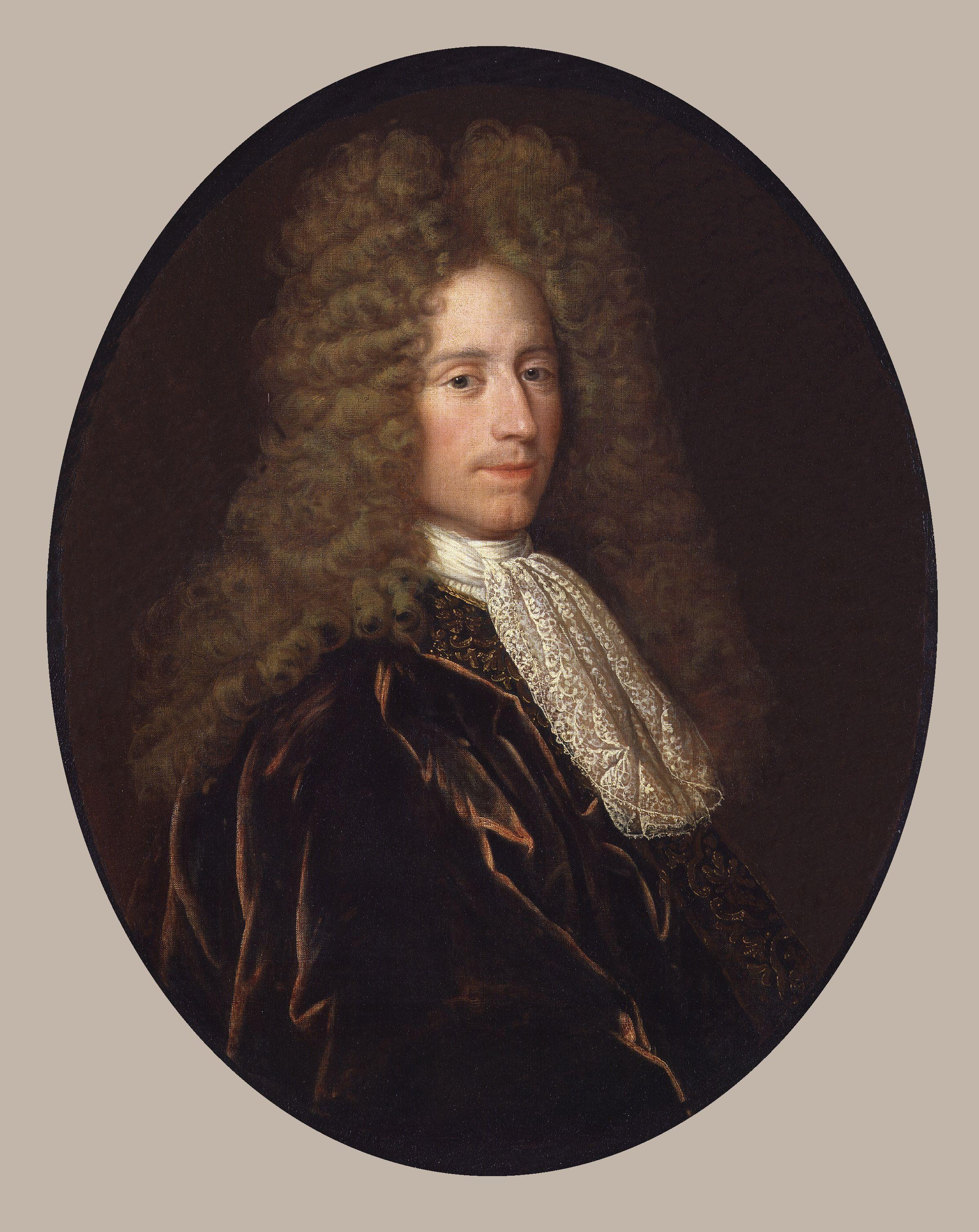
Juan Ley de Lauriston.

En 1705, la parcela fue adquirida por el financiero Alexandre Lhuillier, luego revendida en 1718, por su hija, Marie de La Vieuville, al financiero John Law de Lauriston, quien hizo construir el hotel allí por Jacques V Gabriel . Este, terminado en 1720, fue vendido a la marquesa de Parabère, amante del Regente, que lo convirtió en su residencia.
En 1732, la marquesa se separó de ella en favor de Nicolas-Alexandre de Ségur, presidente de mortero en el Parlamento de Burdeos, quien hizo de ella su residencia parisina hasta su muerte, acaecida en 1755. Dos años más tarde, sus cuatro hijas entregaron el hotel al agricultor general François Pierre du Cluzel.
1766, su hijo lo revendió a Antoine Bourboulon, abogado del del Parlamento de París. En 1767, fue arrendado a la Caisse d'escompte, luego pasó al granjero general Jean-Baptiste Magon de La Balue, el mismo año. 1795, sus descendientes lo venden al general-conde Pierre-Augustin Hulin, comandante de los granaderos de la Guardia imperial.
A principios del siglo XIX, pertenecía a la familia Delfau de Pontalba, y se alquilaba al financiero Isaac Pereire, el Príncipe de Capone, y el Barón de Gargan, así como a la ciudad de París, y al Estado Mayor General de la Guardia imperial bajo el Segundo Imperio.
De 1872 a 1874, tras la destrucción del Hotel de Salm, durante la Comuna de París, fue alquilado a la Gran Cancillería de la Legión de Honor.
En 1906, el joyero Van Cleef & Arpels se instaló allí.
Después de la Segunda Guerra Mundial, la carpintería del salón llamadoBoffrand ”, ejecutado por los carpinteros Taupin, Le Goupil y Desgoulons entre 1720 y 1723, se trasladó al Hôtel de Masseran, a petición del barón Élie de Rothschild .
El vecino Hôtel Boffrand y éste, aunque no se comunican, forman hoy parte de la misma parcela.

## Protección
Está catalogado parcialmente como monumento histórico por sus fachadas, por orden del 6 de mayo de 1927 (97 años).